# Paul Meister
Paul Meister, född 20 januari 1926 i Basel, död 17 december 2018, var en schweizisk fäktare.
Meister blev olympisk bronsmedaljör i värja vid sommarspelen 1952 i Helsingfors.